# Elisabetha Hevelius

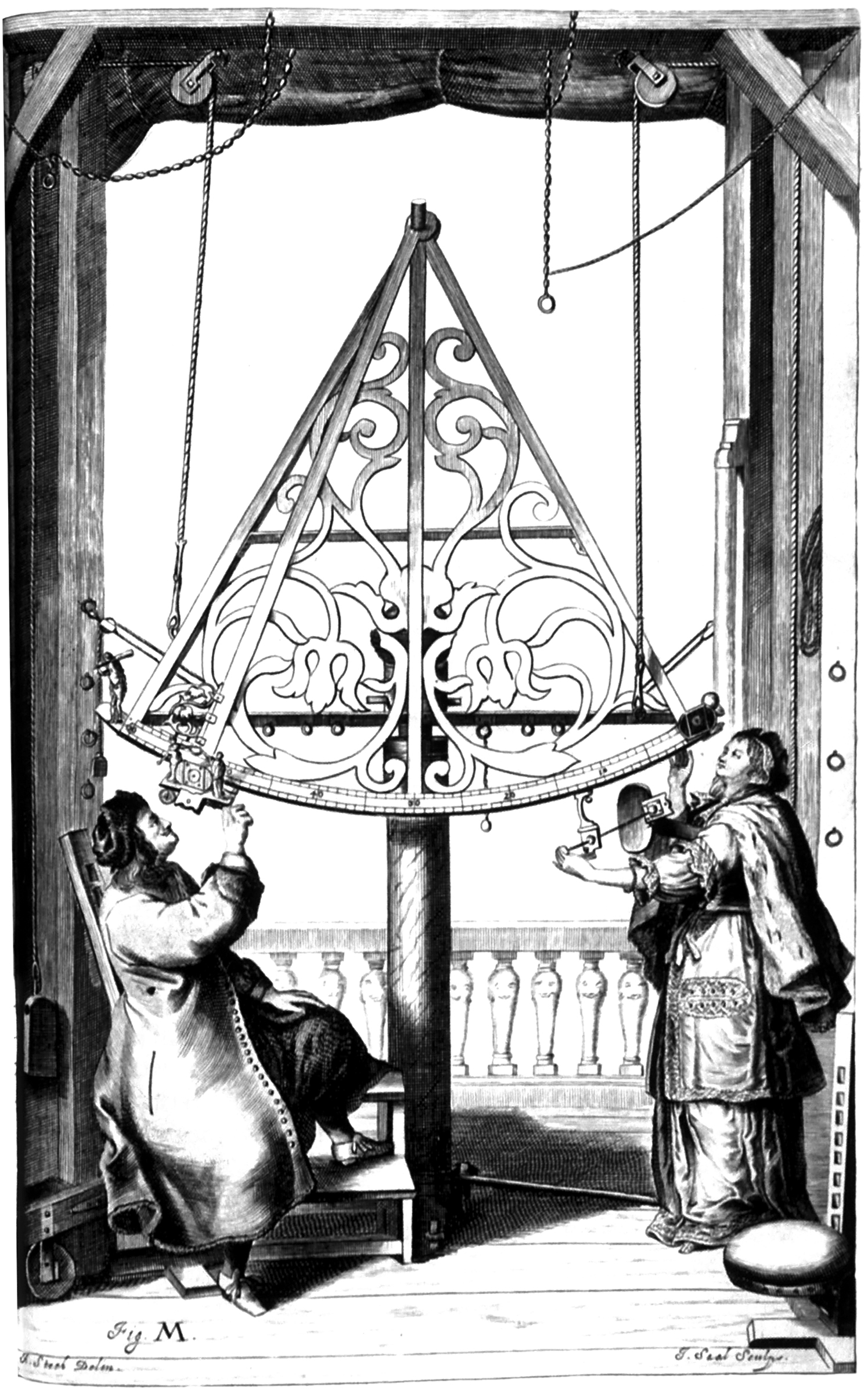
Elisabetha şi Johannes Hevelius făcând observații astronomice.

Elisabetha Catherina Koopmann Hevelius  (în poloneză Elżbieta Koopman Heweliusz) (1647, Danzig – 1693) a fost o astronomă, a doua soție a astronomului Johannes Hevelius din orașul hanseatic Danzig (în prezent Gdańsk în Polonia).

## Biografie
Elisabeth Koopmann s-a născut la Danzig, în 1647. A devenit a doua soție a lui Johannes Hevelius (1611-1687), astronom și berar, cu treizeci și șase de ani mai în vârstă decât ea.
Era interesată de astronomie încă înainte de căsătoria cu Hevelius (la 16 ani). Ei împărtășeau această pasiune de observare a cerului. 
În anul 1669 orașul Danzig a devenit parte a Uniunii Polono-Lituaniene. În 1679 atât braseria lor, cât și numeroase documente, au fost distruse de un incendiu. Soțul ei nu a putut rezista la aceste pagube materiale și ideale, și a murit curând după aceasta. Elisabetha a continuat singură observațiile pe care le făcuseră până atunci împreună. În 1688 a publicat catalogul a 1.564 de stele stabilit de cei doi. La publicare era cel mai important catalog de stele, și ultimul care a fost stabilit prin observații făcute fără telescop..
„Prima femeie după cunoștința mea care nu s-a temut să înfrunte oboseala observațiilor și calculelor astronomice.”
François Arago

## Opere
- (Împreună cu soțul său, Johannes Hevelius) la  Prodromus astronomiae Arhivat în 28 octombrie 2014, la Wayback Machine., 1690 (en  Linda Hall Library)[5]

## Posteritate
Obiectul minor 12625 Koopman cât și craterul venusian Corpman (sic) au fost denumite în onoarea sa.